# Societatea de Transport Public Timișoara
Societatea de Transport Public Timișoara (срп. Јавно саобраћајно предузеће Темишвара),  уобичајено скраћено STPT, је примарни оператер јавног превоза у граду Темишвару. STPT је у власништву града и покрива цео градски јавни превоз; управља трамвајем (9 линија), тролејбусом (8 линија), градским аутобуским превозом (9 линија + 8 експресних линија и 20 метрополитанских линија), јавним превозом воденим аутобусом на каналу Бега и системом за дељење бицикала VeloTM. Годишње се превезе 90 милиона путника, од чега 52 милиона трамвајем. 